# Hari Krishan Dua
Hari Krishan Dua es un periodista y diplomático indio jubilado.
- De 1987 a 1994 fue editor de la Hindustan Times.
- De 1994 a 1996 fue editor en jefe de The Indian Express.
- De 1996 a 1997 y de 1999 a 2001 fue consejero de Atal Behari Vajpayee.
- De 10 de mayo de 2001 al 26 de mayo de 2003 fue embajador en Dinamarca.
- De febrero de 2008 a noviembre de 2009 fue miembro de la National Security Council (India).
- De noviembre de 2009 a noviembre de 2015 fue miembro de la Rajya Sabha[1]
- De 2003 a 2009 fue editor de la The Tribune (Chandigarh).[2]

## Honores
- 1998: galardón Padma Bhushan.[3]